# Cladophascum
Cladophascum là một chi rêu trong họ Dicranaceae.